# Liste des cathédrales de Los Angeles
- La cathédrale Notre-Dame des Anges de l'Église catholique
- La cathédrale Sainte-Vibiana de l'Église catholique
- La cathédrale Saint-Paul de Los Angeles de l'Église épiscopale des États-Unis
- La cathédrale de la Sainte-Trinité en Amérique de l'Église orthodoxe en Amérique
- La cathédrale Saint-Nicolas de Los Angeles de l'Église orthodoxe d'Antioche
- La cathédrale Sainte-Sophie de Los Angeles de l'Église orthodoxe grecque